# Vriesea vexillata
Vriesea vexillata är en gräsväxtart som beskrevs av Lyman Bradford Smith. Vriesea vexillata ingår i släktet Vriesea och familjen Bromeliaceae. Inga underarter finns listade i Catalogue of Life.